# Peziza varia
Peziza varia (Hedw.) Fr., Systema mycologicum (Lundae) 2(1): 61 (1822).

## Descrizione della specie

### Corpo fruttifero
Apotecio fino a circa 5 cm di diametro, non molto alto, a forma di coppa, riunito a più individui, sessile o subsessile con un gambo rudimentale, con superficie colore ocra chiaro nella parte interna, bianco o nocciola nella parte esterna, più o meno forforacea, igrofana. Orlo liscio, lievemente ondulato.

### Carne
Biancastra o nocciola, ceracea, formata da 5 strati ben visibili.
- Odore: nullo.
- Sapore: leggero, acidulo, comunque sgradevole.

### Microscopia
Spore14,5-15,5 x 9,0-10,4 µm, ellissoidali, lisce, bianche in massa, ialine, non guttulate.
Aschicilindrici, amiloidi, octosporici.
Parafisimoniliformi, con cellule larghe fino a 20 µm, settate.

## Habitat
Cresce su terreno ricco di humus e legno marcescente o su segatura marcescente mista a terreno vario di riporto.

## Commestibilità
Insignificante, perché senza valore. Probabilmente tossico da crudo.

In alcune località del nord Italia viene consumata la "Peziza badia", velenosa da cruda ma commestibile purché ben cotta.

## Etimologia
Dal latino varius = vario, per la variabilità del suo colore.

## Specie simili
- Sarcosphaera coronaria (mortale), appartenente anch'essa alla famiglia delle Pezizaceae; trattasi di un fungo a forma di "coppa" il cui margine però, a differenza della P. varia, si spacca facilmente e forma alcuni lembi triangolari; si raccomanda di prestare la massima attenzione.
- Peziza repanda, che ne condivide l'habitat ma ha la carne non stratificata e la parafisi cilindrica.

## Sinonimi e binomi obsoleti
- Aleuria varia (Hedw.) Boud., (1907)
- Galactinia varia (Hedw.) Le Gal, Bull. trimest. Soc. mycol. Fr. 78: 210 (1962)
- Humaria varia (Hedw.) Sacc., Sylloge fungorum (Abellini) 8: 142 (1889)
- Octospora varia Hedw., (1789)